# Psykisk energi
Psykisk energi er den form for energi, der antages at være til stede i sindet eller bevidstheden og påvirker mentale processer og aktiviteter. Det er en idé, der ofte bruges inden for psykologi, filosofi og ældgamle religiøse og spirituelle traditioner for at beskrive og forstå forskellige aspekter af den menneskelige psyke.
I det store hele kan psykisk energi opfattes som den kraft, der driver vores mentale og åndelige liv, og som kan manipuleres, kultiveres eller styres gennem forskellige praksisser og teknikker, såsom meditation, åndedrætsøvelser, visualisering eller spirituel udvikling. Andre ord eller udtryk, der kan bruges til at henvise til psykisk energi er mentalt drive, viljestyrke,  livsenergi, åndelig energi, vitalitet, qi eller prana.   
Den energetiske forståelse kan spores tilbage til oldtiden og findes frem til i den moderne tidsalder.  I oldtidens kulturer som græsk, egyptisk, kinesisk og indisk, var der allerede ideer om en form for universel energi, der gennemsyrede alt levende og hele kosmos.  

## Psykologi
I psykologi refererer psykisk energi ofte til den ressource, der er nødvendig for mentale processer og aktiviteter. Det er en idé, der bruges til at beskrive den mentale styrke, motivation eller den dynamiske kraft bag mentale handlinger og adfærd.
Begrebet psykisk energi blev introduceret af Sigmund Freud, en af grundlæggerne af psykoanalysen. Ifølge Freud var psykisk energi en drivkraft bag mentale processer, herunder motivation, følelser og adfærd. Han mente, at psykisk energi kom fra kroppens biologiske processer og blev brugt til at opretholde bevidsthed og udføre mentale funktioner.
Freud beskrev også en model kaldet "psykoanalytisk energi", hvor han antog, at den psykiske energi blev distribueret i forskellige dele af sindet, herunder id'et, egoet og superegoet. Ifølge hans teori kunne mentale konflikter opstå, når der opstod en ophobning eller blokering af psykisk energi i disse områder.
Carl Gustav Jung, en anden betydningsfuld psykolog, byggede også videre på ideen om psykisk energi. Han beskrev det som en kraft, der motiverede og drev menneskelig adfærd, men han udvidede også begrebet for at inkludere mere åndelige og transcendente dimensioner af bevidsthed.
I moderne psykologi bruges begrebet psykisk energi stadig som et abstrakt koncept til at forstå motivation, vilje og den dynamiske karakter af mentale processer. Det er en idé, der fortsat udforskes og diskuteres inden for forskellige psykologiske teorier og tilgange.

## Filosofi
Inden for visse filosofiske traditioner kan psykisk energi betegne den mentale styrke eller vilje, der driver handlinger og mentale processer. Dette koncept er tæt knyttet til begreber om motivation, bevidsthed og menneskelig agens. 
I den vestlige verden blev ideer om universel energi også diskuteret i oldtidens græske filosofi, hvor filosoffer som Aristoteles og Platon talte om kosmiske kræfter, der former og styrer verden. Senere, i middelalderen og renæssancen, blev disse tanker om energi og kosmiske kræfter yderligere udforsket af filosoffer og naturforskere.
Friedrich Schelling, en tysk idealistisk filosof, talte om en kosmisk ånd eller kraft, der er til stede i hele naturen og udtrykker sig gennem både fysiske og åndelige manifestationer. Hans idéer kan forstås som en form for livsenergi, der er integreret i den kosmiske orden.
Inden for filosofiske systemer som vitalisme og vitalistisk filosofi taler man om en form for livsenergi, der gennemsyrer alt levende og adskiller det fra det livløse. Dette kan ses som en form for psykisk energi, der ikke kun er begrænset til mentale processer, men også omfatter livets essens og vitalitet. Henri Bergson, en fransk filosof, var f.eks. en fremtrædende figur inden for vitalismen. Han talte om livets "elan vital", den skabende kraft eller livsenergi, der driver udviklingen af livet og adskiller det fra det livløse. Mens Bergsons fokus primært var på biologiske processer, kunne hans ideer også anvendes på psykiske fænomener, da han betragtede bevidsthed som et fundamentalt aspekt af livet.
I den senere del af den moderne tidsalder har forståelsen af energi udviklet sig og for eksempel i eksistentialisme taler filosoffen Jean-Paul Sartre om "eksistentiel energi", som er den individuelle kapacitet til at handle og tage ansvar for ens eget liv.

## Religion
Inden for gamle østlige religiøse og spirituelle traditioner refererer psykisk energi ofte til den kraft, der antages at gennemsyre hele universet og manifestere sig i menneskelig bevidsthed og oplevelse. Det er en idé, der bruges til at forklare forskellige aspekter af åndeligt liv og udvikling.
I mange religiøse og spirituelle traditioner og kulturer antages det, at der er en form for universel energi, der strømmer gennem alt levende. Denne energi har forskellige navne og betegnelser afhængigt af traditionen - for eksempel prana i hinduismen og buddhismen, chi i kinesisk taoisme og qi gong, og ki i japansk kultur.
Denne psykiske energi menes at være ansvarlig for vores fysiske, mentale og åndelige velbefindende. Ifølge visse spirituelle filosofier kan blokeringer eller ubalancer i denne energi resultere i sygdom, stress eller følelsesmæssigt ubehag, mens en harmonisk strøm af energi kan føre til sundhed, vitalitet og åndelig oplysning.
Praksisser som yoga, meditation, tai chi og qigong sigter ofte mod at arbejde med denne psykiske energi ved at frigøre blokeringer, styrke energiflowet og fremme en følelse af balance og harmoni i krop, sind og ånd. Disse praksisser kan omfatte åndedrætsøvelser, fysiske øvelser, visualiseringsteknikker og mentale øvelser, der sigter mod at forbinde og forbedre forståelsen af denne energi.
I gamle vestlige religioner, især i mystiske og esoteriske traditioner, har begrebet psykisk energi også relevans.  Inden for visse former for kristendom er der tanker om en åndelig energi eller kraft, der strømmer gennem hele skabelsen og påvirker menneskers åndelige oplevelser og opfattelser. Denne kraft kan også opfattes som Guds ånd, der er til stede i alt.
I kabbalistisk jødedom, især inden for den jødiske mystik (Kabbalah), findes også ideer om energi og åndelige kræfter, der påvirker menneskets bevidsthed og forbindelse til det guddommelige. Kabbalister taler om forskellige sfærer eller sephiroth, der repræsenterer aspekter af Gud og kosmiske kræfter.